# 5.56 × 45 mm NATO

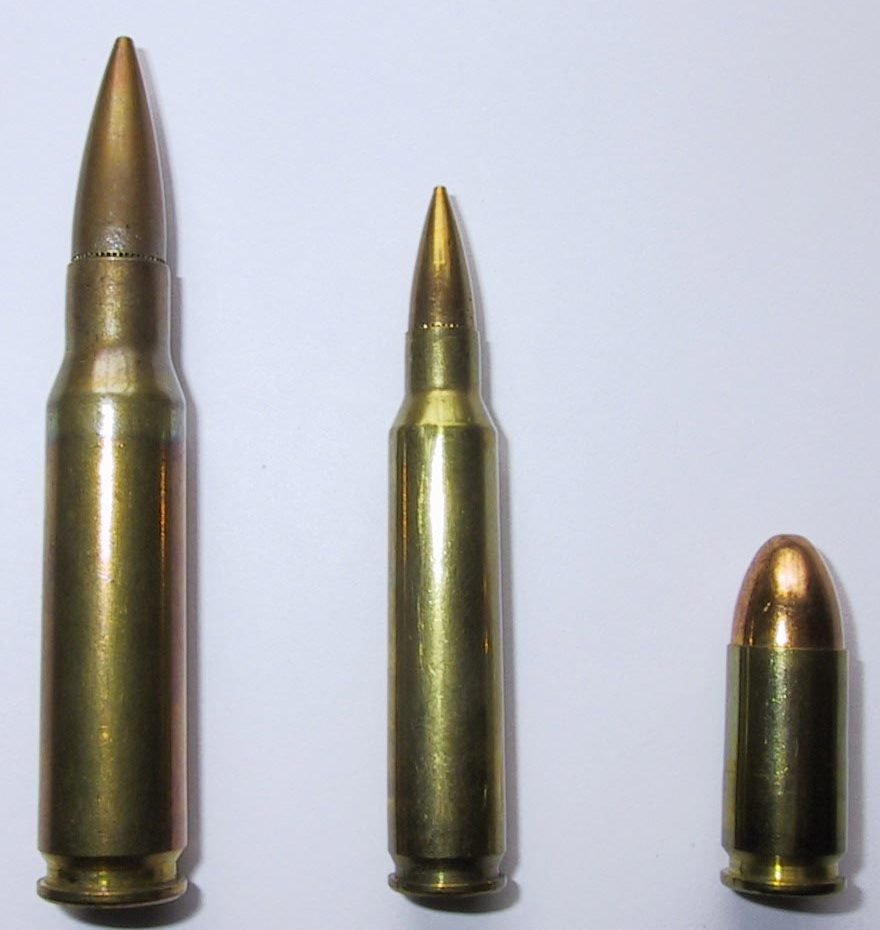
NATO탄 비교. 좌측부터 7.62 × 51 mm NATO, 5.56 × 45 mm NATO, 9 × 19 mm NATO

5.56 × 45 mm NATO탄(STANAG 4172)은 NATO 군의 표준 소총탄이다. 1970년대에 .223 레밍턴 탄을 제치고 FN SS109 탄이 채택되면서 표준화되었다. 대부분의 서방 국가에서 제식 소총탄으로 사용되고 있다. 미군 제식명은 M855이고, 대한민국 군 제식명은 K100이다.

## 5.56 mm NATO와 .223 레밍턴 비교
5.56 mm NATO 탄은 .223 레밍턴 탄 (미군 제식 명칭 M193, 대한민국 군 제식 명칭 KM193)에 비해 무거운 탄자와 강한 장약을 가지고 있어 사거리가  더 길다.

## 5.56 mm NATO와 7.62 mm NATO탄 비교
| 구경         | 총알 크기    | 탄자 무게     | 발사속도      | 에너지          |
| ------------ | ------------ | ------------- | ------------- | --------------- |
| 5.56 mm NATO | 5.56 × 45 mm | 3.95 ~ 5.18 g | 772 ~ 930 m/s | 1,700 ~ 1,830 J |
| 7.62 mm NATO | 7.62 × 51 mm | 9.33 g        | 838 m/s       | 3,275 J         |

## 문제점
위력이 부족하다는 심각한 지적이있다. 따라서 기존의 7.62mm M60 기관총을 5.56mm X 45 NATO를 사용하는 M249 기관총으로 대체한 후 위력 부족으로, 7.62 × 51 mm NATO 탄을 사용하는 M240 기관총을 쓰고 있다.(하지만 M249 경기관총도 함께 쓰고 있다.

## 사용 화기

### 반자동 소총
- 루거 미니-14

### 돌격 소총
- M16 소총, M16A2, M16A3, M16A4 소총 (M16A1은 .223 레밍턴 탄 사용)
- M4 카빈
- K2 소총
- FN FNC
- 슈타이어 AUG, F88 Austeyr
- H&K G36
- SA80 (제식명: L85A1)
- HK416
- FAMAS
- FN SCAR-L
- DAR-21 소총 (XK8)
- 일본 89식 소총
- 갈릴 소총, TAR-21
- INSAS
- AK-101, AK-102, AK-108
- SAR-21
- FN F2000
- XM8
- SIG SG550
- SIG SG552
- QBZ95

### 기관단총
- K1 기관단총 (2014년도 이후부터 수리부속으로 인해 사용하는 신형 총열로 사용가능)

### 기관총
- FN Minimi
- M249 (FN Minimi의 미군 제식명)
- Ares Shrike
- GatMalite
- K3 기관총
- K15 기관총
- IMI 네게브
- HK21
- QBZ95

## 같이 보기
- 탄약
- NATO탄
- 7.62 × 51 mm NATO